# Doliops ziedonisi
Doliops ziedonisi – gatunek chrząszcza z rodziny kózkowatych i podrodziny zgrzypikowych (Lamiinae).
Gatunek ten został opisany w 2017 roku przez Arvīdsa Barševskisa na podstawie pojedynczej samicy, odłowionej w 2015 roku. Epitet gatunkowy nadano na cześć łotewskiego poety, Imantsa Ziedonisa.
Chrząszcz o ciele długości 12,9 mm i szerokości 5,8 mm, ubarwiony czarno z wzorem z zielonych łusek obejmującym: podłużny pas między oczami, kropki na policzkach, paski na bokach i częściach przednio-grzbietowych przedplecza oraz faliste pasy i kropki na pokrywach. Czułki są smukłe, owłosione, od czwartego członu wzwyż ceglasto ubarwione. Przedplecze jest silnie wypukłe i prawie walcowate. Przód pokryw jest grubo i rzadko punktowany. Odnóża mają tęgą budowę i ciemno owłosione stopy.
Owad endemiczny dla filipińskiego Mindanao, znany wyłącznie z prowincji Cotabato.